# Główczyn (województwo kujawsko-pomorskie)
Główczyn – wieś w Polsce położona w województwie kujawsko-pomorskim, w powiecie lipnowskim, w gminie Dobrzyń nad Wisłą.

## Podział administracyjny
W latach 1975–1998 miejscowość administracyjnie należała do województwa włocławskiego.

## Demografia
Według Narodowego Spisu Powszechnego (III 2011 r.) wieś liczyła 88 mieszkańców. Jest 21. co do wielkości miejscowością gminy Dobrzyń nad Wisłą.

## Położenie
Główczyn – wieś położona w gminie Dobrzyń nad Wisłą, w powiecie lipnowskim, województwo kujawsko-pomorskie. Usytuowana jest 6,3 km na północ od Dobrzynia nad Wisłą; 21,4 km na południe od Lipna i 19,8 km na wschód od centrum Włocławka. Główczyn graniczy z wsiami: Wierznica (odległość: 2,4 km), Płonczyn (3,2 km), Szpiegowo (4,4 km), Wylazłowo (1,8 km), Dyblin (2,8 km) i Kisielewo (3 km). Po prawej stronie szosy, tuż za zabudowaniami gospodarskimi płynie kręta struga, która w Kózkach wpada do Wisły. Po lewej stronie leży duży zagajnik, łąki, rozlewiska i bagna, z których do lat 60. XX wieku wydobywano torf. Przed wjazdem do wioski znajduje się krzyż, zbudowany dokładnie w tym miejscu, gdzie stała figura, zburzona przez hitlerowców we wrześniu 1939 r.

## Zabudowa
Główczyn posiada zwartą zabudowę i jest wsią typowo rolniczą. Zamieszkuje tu około 30 rodzin. Po drugiej wojnie światowej wieś bardzo zmieniła swój wygląd. Na miejscu glinianych chat oraz tzw. Drewniaków pod strzechą powstały domy murowane. Unowocześniono też budynki inwentarskie i stodoły. Na skraju wsi, po lewej stronie znajduje się najstarszy dom drewniany z roku 1920 (własność Alfreda Nowakowskiego). Posiada ciekawą sylwetkę i ozdobny ganek. Dom ten znajduje się pod ochroną i figuruje w rejestrze zabytków.

## Opis miejscowości
Przed ostatnią wojna w Główczynie miała siedzibę Publiczna Szkoła Powszechna, zbudowana na działce wydzielonej przez dziedzica majątku Wylazłowo - Jana Grabskiego. Szkołę zbudowano z inicjatywy miejscowej Straży Pożarnej ze składek społeczeństwa i przy jego czynnej pomocy. Była to szkoła 4-klasowa z jednym nauczycielem. Funkcjonowała ona również po wojnie w latach 1945-1948. Uczęszczały do niej dzieci z Dyblina i Wylazłowa. Obecnie w budynku mieści się remiza strażacka, a uprzednio przez wiele lat znajdowała się mleczarnia i sklep spożywczy.
Częścią Główczyna jest Zjawjonek, w którym zamieszkują trzy rodziny. Znajduje się tu stary młyn drewniany, liczący przeszło 90 lat. Młyn był napędzany przy pomocy turbiny wonnej, później elektrycznie. Obecnie jest nieczynny. Nazwa tej części wioski wywodzi się od objawienia się w tym miejscu Matki Bożej.
Przed powstaniem styczniowym zamieszkiwali tu małorolni włościanie najmujący się do pracy folwarcznej w Wylazłowie. Po roku 1863 i wprowadzeniu w życie nakazu carskiego o reformie rolnej i uwłaszczeniu chłopów- przydzielono im po kilka mórg gruntu z majątku Jana Grabskiego.
Według przekazów ustnych miał stąd pochodzić powszechnie znany i szanowany obywatel o nazwisku Główczyński i być może, od niego wywodzi się nazwa wsi.1

## Dawne nazwy
Nazwa tej miejscowości pojawiła się w źródłach pierwszy raz w XV wieku. Oto wybrane zapisy: Glowczino 1437, Głowczyno 1564, przez środek wsi Głowczyna, gdzie jedna połowa tej wsi należy do parafii dobrzyńskiej, druga zaś połowa do parafii mokowskiej 1781, Głowczyno 1784, Głowczyn 1825, Główczyn, wśwłośc. SGKP, Główczyn, w. nad Wisłą 1926, Główczyn, wieś 1980.
Pierwotna postać nazwy to Głowczyno. Jest to nazwa dzierżawcza. Została utworzona za pomocą przyrostka dzierżawczego rodzaju nijakiego –ino(-yno) po stwardniałej spółgłosce cz od nazwy osobowej Głowka (dzisiejsza Główka), oznaczała wieś (sioło, pole) należącą do owego średniowiecznego Główki (Głowki). Nazwa dzierżawcza Główczyn (Głowczyno) została utworzona za pomocą przyrostka -in(-ino), gdyż nazwa osobowa, od której została utworzona ta nazwa, kończyła się na samogłoskę –a: Głowka (późniejsza Główka). Omawiana nazwa miejscowa uległa w ciągu wieków pewnym przekształceniom. Oto bowiem nastąpiła taka „skracająca” zmiana rodzaju nijakiego: to Głowczyno na rodzaj męski: ten Główczyn. W przypadku takich formacji z tymże przyrostkiem – ino (-yno) było to zjawisko bardzo częste np. dzisiejszy Chalin to wcześniejsze Chalino, Dyblin to wcześniejsze Dyblino itp. Istnieje również zmiana tematycznej spółgłoski – k na - cz przed przyrostkową samogłoską – i. Taką samą zmianę można zaobserwować np. w przymiotniku matczyn, matczyne serce (od: matka).
Dawniej, w epoce przedpiśmiennej nazwy z pochodzenia przymiotnikowe miały formę dwuwyrazową. Jednym z tych wyrazów był rzeczownik (np.: pole, wieś, mieśćce ‘miejsce’, gród, sioło (siodło) – czyje?, a drugim określający go przymiotnik, czyli tutaj Główczyno. Potem tenże rzeczownik zanikł, a pozostał jedynie pierwotny przymiotnik, który został utworzony od tejże nazwy osobowej Główka (Głowka) za pomocą tegoż przyrostka - ino (-yno). Przymiotnik ten odmienia się jak rzeczownik, gdyż kiedyś przymiotniki miały dwojaką odmianę: właśnie przymiotniki można było odmieniać według wzoru rzeczownikowego lub zaimkowego.2